# Korrespondenskort
Med korrespondenskort menas ett kort avsett för ett kortfattat brevmeddelande. Kortet har vanligen format A6 och passar i tillhörande C6-kuvert utan att behöva vikas.
Papperskvaliteten är kartong 125 g/m² eller tjockare. Kortet kan vara blankt eller förtryckt med avsändarens personliga data såsom adress, telefonnummer etc. Eleganta korrespondenskort för privatpersoner kan det i övre vänstra hörnet vara försedda med avsändarens monogram eller heraldiskt vapen, om sådant finns. Ibland görs detta i form av blindtryck. Riktigt påkostade korrespondenskort kan ha linnepressad ytstruktur och vågskurna kanter. Kuvertets papperskvalitet skall vara samstämd med kortets.